# أحمد محمد المبرقع
أحمد محمد المبرقع (1977 - بغداد) هو وزير الشباب والرياضة العراقي في حكومة محمد شياع السوداني، صوّتَ له مجلس النواب العراقي في 27 أكتوبر 2022.

## حياته
ولد أحمد محمد حسين قاسم المبرقع في بغداد عام 1977.